# Hampden (Dakota del Norte)
Hampden es una ciudad ubicada en el condado de Ramsey en el estado estadounidense de Dakota del Norte. En el censo de 2010 tenía una población de 48 habitantes y una densidad poblacional de 107,75 personas por km².

## Geografía
Hampden se encuentra ubicada en las coordenadas 48°32′23″N 98°39′16″O / 48.53972, -98.65444. Según la Oficina del Censo de los Estados Unidos, Hampden tiene una superficie total de 0.45 km², de la cual 0.45 km² corresponden a tierra firme y (0%) 0 km² es agua.

## Demografía
Según el censo de 2010, había 48 personas residiendo en Hampden. La densidad de población era de 107,75 hab./km². De los 48 habitantes, Hampden estaba compuesto por el 97.92% blancos, el 0% eran afroamericanos, el 0% eran amerindios, el 0% eran asiáticos, el 0% eran isleños del Pacífico, el 0% eran de otras razas y el 2.08% pertenecían a dos o más razas. Del total de la población el 0% eran hispanos o latinos de cualquier raza.